# Arthur Hübscher
Arthur Hübscher (* 3. Januar 1897 in Köln; † 10. April 1985 in Frankfurt am Main) war ein deutscher Philosoph, Kulturwissenschaftler und Philologe.

## Leben
Hübschers Familie, deren Herkunft in Norddeutschland und in Posen liegen, zog 1902 nach München. Nach der Teilnahme am Ersten Weltkrieg von 1916 bis 1918 studierte Arthur Hübscher von 1918 bis 1921 die Fächer deutsche und romanische Philologie, Philosophie und Geschichte an der Ludwig-Maximilians-Universität München. Das Studium beendete er 1921 mit der Dissertation über Die Dichter der Neukirch’schen Sammlung.
In München arbeitete Hübscher seit 1924 als Redakteur bei den Süddeutschen Monatshefte und seit 1928 auch als Feuilletonchef bei den Münchner Neuesten Nachrichten. In dieser Zeit begann Hübschers intensives Interesse für den Philosophen Arthur Schopenhauer, dem er im April 1930 eine Ausgabe der Süddeutschen Monatshefte widmete.
1936 bis 1982 leitete er die deutsche Schopenhauer-Gesellschaft in Frankfurt am Main und war als Herausgeber des Schopenhauer-Jahrbuches sowie der historisch-kritischen Gesamtausgabe der Werke, Briefe und Gespräche Arthur Schopenhauers tätig. Nachfolger als Leiter der Schopenhauer-Gesellschaft war Wolfgang Schirmacher.  Von 1982 bis zu seinem Tode war Hübscher Alterspräsident der Schopenhauer-Gesellschaft. Seine Veröffentlichungen beschäftigen sich überwiegend mit dem Leben und Werk Schopenhauers. Den Künstler Albert Windisch beauftragte Hübscher 1959 mit der Zeichnung eines Porträts von Schopenhauer, das auch als Holzschnitt gedruckt wurde.
Hübschers Urne wurde auf Wunsch seiner Witwe neben Schopenhauer in dessen Grabanlage auf dem Frankfurter Hauptfriedhof beigesetzt.

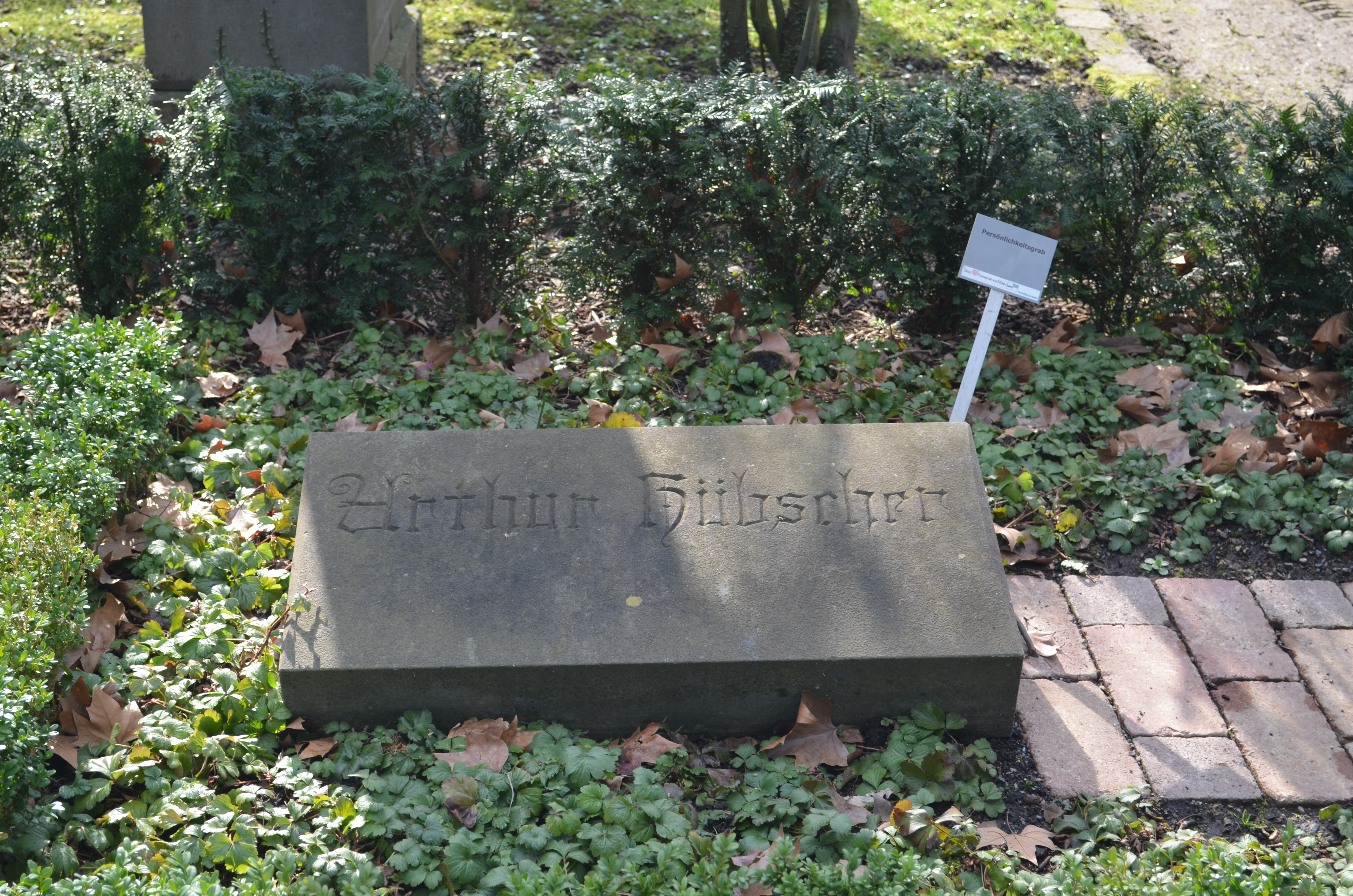
Urnengrab von Arthur Hübscher auf der Grabstätte von Schopenhauer, auf dem Hauptfriedhof in Frankfurt am Main.

## Auszeichnungen
- 1960: Schopenhauer-Medaille und Goetheplakette der Stadt Frankfurt am Main anlässlich Schopenhauers 100. Todestag
- 1961: Großes Bundesverdienstkreuz
- 1967: Ehrenplakette der Stadt Frankfurt am Main und Goethe-Plakette des Landes Hessen
- 1975: Großes Bundesverdienstkreuz mit Stern
- 1977: Ehrendoktorwürde der Johann Wolfgang Goethe-Universität Frankfurt am Main

## Veröffentlichungen

### Monografienen
- Die Dichter der Neukirch’schen Sammlung. Dissertation 1921. Verlag Fromme, Leipzig / Wien 1922.
- Münchner Dichterbuch. Verlag Knorr & Hirth, München 1929.
- Arthur Schopenhauer. Ein Lebensbild. Verlag F. A. Brockhaus, Leipzig 1938.
- Hölderlins späte Hymnen. Deutung und Textgestaltung. Verlag Reinhard Piper, München 1942.
- Philosophen der Gegenwart. Fünfzig Bildnisse. Verlag Reinhard Piper, München 1949.
- Die große Weissagung. Texte, Geschichte und Deutung der Prophezeiungen von den biblischen Propheten bis auf unsere Zeit. Verlag Ernst Heimeran, München 1952.
- Denker unserer Zeit. Dokumente zeitgenössischen Philosophierens. Antworten auf Daseinsfragen der Gegenwart. Verlag Reinhard Piper, München 1957.
  - Erweiterte Neuausgabe: Philosophen der Gegenwart. 62 Porträts. Verlag Reinhard Piper, München 1958.
- Leben mit Schopenhauer. Verlag Waldemar Kramer, Frankfurt Main 1966.
- Von Hegel zu Heidegger. Gestalten und Probleme. (= Universal-Bibliothek, Band-Nr. 8651). Verlag Philipp Reclam, Stuttgart 1979, ISBN 978-3-1-500-8651-3.
- Denker gegen den Strom. Schopenhauer, gestern, heute, morgen. Verlag Bouvier, Bonn 1982.

### Herausgeberschaften
- Friedrich Hölderlin: Hymnen in freien Strophen. Herausgegeben und eingeleitet von Arthur Hübscher. Verlag Habbel & Naumann, Regensburg / Leipzig 1924.
- Unbekanntes von Arthur Schopenhauer. (= Süddeutsche Monatshefte, Heft 7). Verlag Süddeutsche Monatshefte, München 1930.
- Arthur Schopenhauers Gespräche. Verlag Carl Winter, Heidelberg 1933.
- Der Klassiker der Kathederblüte. Johann Georg August Gallettis Gesammelte Aussprüche, ergötzlich und nachdenklich zu lesen. Verlag Reinhard Piper, München 1936.
- Der junge Schopenhauer. Aphorismen und Tagebuchblätter. Verlag Reinhard Piper, München 1938.
- Späte Romantik. Herausgegeben und eingeleitet von Arthur Hübscher. Verlag Ingeborg Stahlberg, Karlsruhe 1949.
- Deutsche Geisteswelt. Holle Verlag, Darmstadt 1953.
  - Band 1: Von Luther bis Hegel. Herausgegeben von Hermann Noack.
  - Band 2: Von Schopenhauer bis Heisenberg. Herausgegeben von Arthur Hübscher unter Mitwirkung von Theodor Kiener.
- Arthur Schopenhauer: Der handschriftliche Nachlaß.
  - Band 1: Frühe Manuskripte (1804–1818). Verlag Waldemar Kramer, Frankfurt am Main 1966.
  - Band 2: Kritische Auseinandersetzungen (1809–1818). Verlag Waldemar Kramer, Frankfurt am Main 1967.
  - Band 3: Berliner Manuskripte (1818–1830). Verlag Waldemar Kramer, Frankfurt am Main 1970.
  - Band 4.1: Die Manuskriptbücher der Jahre 1830 bis 1852. Verlag Waldemar Kramer, Frankfurt am Main 1974.
  - Band 4.2: Letzte Manuskripte.Verlag Waldemar Kramer, Frankfurt am Main 1975.
  - Band 5: Randschriften zu Büchern. Verlag Waldemar Kramer, Frankfurt am Main 1968.
- Gedichte von an über Arthur Schopenhauer. Herausgegeben und vorgestellt von Arthur Hübscher. Haffmans Verlag, Zürich 1984, ISBN 978-3-25100048-7.